# Височица
Височица је река која извире у западној Бугарској а улива се као десна притока реке Темштице у источној Србији. У најширем смислу она припада сливу реке Нишаве, односно Јужне Мораве, Велике Мораве, Дунава, па самим тим и Црноморском сливу.

## Географске одлике
Височица извире у Бугарској, испод преседлине, која се налази између планинских врхова Кома и Краставеца, на висини од око 1.640 м у области Беровских планина, као дела Старе планине, источно од српско-бугарске границе. „Главу” јој чине многи извори, од којих полазе мали потоци, сливајући се у неколико главних кракова. Од изворишта до ушћа Јеловичке реке јавља се под именом Комштичке реке, а одатле до ушћа Топлодолске реке под именом Височице.
Река има веома велики пад. На дужини од 53 km укупни бруто пад износи 359,7 m или 6,78 m просечно на 1 km. За њен водостај важно је да знатно колеба у току године. На простору Горњег Висока вода са пролећа и са јесени толико набуја да се чак излива из корита и плави околне површине.
Височица од села Рсовци до села Паклештица, на дужини од 2 km, протиче кроз кањон, који се зове Владикине плоче. У овом малом кањону река је својом механичком снагом издубила џиновске лонце овалног облика. 

### Слив
Први километри тока су у виду клисуре. На бугарском делу тока (16,7 km) река прима неколико потока: Куратска река, Криви поток, Губешка река и Реновштица. Код села Комштица Височица прави нагли угао и скреће на запад и утиче у котлину Висок. После неколико километар тока река напушта Бугарску и улази у Србију. Једна од притока је Воденичка (Каменичка) река.
Височица улази на подручје Србије код села Доњи Криводол. Српски део је дук око 54 km. Овде река прима више потока и планинских речица, од којих су значајне Росомачка река и Дојкиначка река, које су дуге око 40 km. У овом делу река тече пространим кањоном Владикине плоче, поред више села (Рсовци, Паклештица, Велика Лукања, Завој).

#### Притоке
Главне притоке Височице налазе се са њене десне стране. Оне се по величини слива, количини воде, дужини тока и пада, не само међусобно разликују, већ се  разликују и од њених левих притока, које би се пре могле сврстати у бујичне токове. За све десне притоке Височице се може рећи да су планинског карактера и да почињу изворишним челенкама. У главне притоке спадају:
Топлодолска река (притока Темштице) — која се улива у Височицу код Мртвачког моста и представља, како по величини слива, тако и по количини воде највећу њену десну притоку.
Јеловичка река — која се састоји од два крака, Дојкиначке и Јеловичке реке, која почињу изворишном челенком, а састају се испод Јеловичког врела.
Каменичка река — назив Каменичка река носи низводно од саставка Воденичке реке и Градешчице које се спајају код села Сенокос. Воденичка река је дужа и по површини слива већа река.
Росомачка река — извире као Заношка река на надморској висини од 1.559 метара, испод Бегове куле (1.667 m). Под називом Росомача настаје у атару села Росомач, на око 900 метара надморске висине у близини српско-бугарске границе.
Гостушка река
Белска река

#### Тектонски поремећаји у сливу Височице
Године 1963. на Височици изнад села Завој десила се природна лавина. Тако се на природан начин образовало касније названо Завојско језеро, које је једино урвинско језеро на подручју Србије настало колувијалним процесом. Природна брана настала је као последица после обилних падавина у пролеће 1963. године. Падине Старе планине почеле су да клизе и приликом тога су велике количине земље преградиле реку. Природна брана је била висока преко 50 метара, а њена нестабилност претила је да доведе до преливања Височице, чиме би била потопљена сва насеља која се налазе низводно, а постојале су тврдње да би био угрожен чак и град Ниш. Релативно брзом реакцијом војске, природна брана је пробијена, чиме је омогућено њено надвишење и изградња вештачке бране, која и данас постоји. Ускоро је иза бране образовано вештачко језеро на надморској висини од 595 м, и површине 5,53 km².
Воде овог језера се данас користе за покретање генератора хидроелектране Пирот.

### Ушће
Испод Завоја, на месту Мртвачки Мост, Височица се улица у реку Темштицу.

## Значај
Воде Височице се користе за производњу електричне енергије и погон разних занатских млинова, вуновлачара, ваљавица, као и за наводњавање појединих башти дуж њеног тока. Њена потенцијална енергија је скоро у потпуности искоришћена само код меле хидроелектране Темац. 
Река Височица је, поред енергетског потенцијала, значајна и по рибљем богатству..

## Галерија
- Долинска страна долине Височице између Рсоваца и Височке Ржане.